# Leucania undina
Leucania undina là một loài bướm đêm trong họ Noctuidae.